# Encephalartos paucidentatus
Encephalartos paucidentatus es una especie de Cycadopsida del género Encephalartos, de la familia Zamiaceae, del orden Cycadales.

## Distribución
Encephalartos paucidentatus se distribuye por Sudáfrica (Mpumalanga), Swaziland.

## Taxonomía
Fue descrita científicamente por Stapf & Burtt Davy. Fue publicado por primera vez en Stapf & Burtt Davy. In: Man. Pl. Transvaal 1: 40, 99, fig. 4a. (1926)..